# Großhetman der polnischen Krone
Der Großhetman der polnischen Krone (poln. Hetman wielki koronny) war der Oberbefehlshaber der Armee des Königreiches Polen während der Personalunion von Polen-Litauen zwischen dem 15. und 18. Jahrhundert.
Nach Gründung der Personalunion wurde sowohl in Polen als auch in Litauen der Posten des Feldhetmans und des Großhetmans erschaffen. Die Befehlsgewalt des Großhetman endete an der Grenze des Königreiches. Diese Kommandoposten waren voneinander getrennt und konnten nicht von ein und derselben Person bekleidet werden.
Im Gegensatz zum Feldhetman verweilte der Großhetman zu Friedenszeiten am Hof des polnischen Königs. Er war für die Rekrutierung, Versorgung und Finanzierung der königlichen Armee verantwortlich. Der Großhetman hatte auch die richterliche Gewalt über alle Angehörigen der litauischen Armee.
Im Falle eines Krieges übernahm er vom Feldhetman das Kommando und führte die Polnische Kronarmee in den Kampf. Die litauische Armee wurde ebenfalls von einem Großhetman angeführt. Der König benannte in den meisten Fällen den, seiner Meinung nach, besseren Großhetman zum Oberbefehlshaber der vereinigten Armee. Dennoch hatte dieser keine direkte Befehlsgewalt über die jeweils andere Armee. Der zweite Großhetman war immer sein Stellvertreter.
Bei der Verteidigung der Stadt Chotyn im Jahre 1621 gegen die Armee des Osmanischen Reiches wurde der Oberbefehl über die Streitkräfte nach dem Tod des Großhetmans der polnischen Krone Stanisław Żółkiewski an seinen Stellvertreter, den Großhetman von Litauen, Jan Karol Chodkiewicz übertragen. Dieser starb ebenfalls bei der Verteidigung der Stadt.
Die Anwärter zum Großhetman waren zumeist erst Feldhetman von Litauen oder der polnischen Krone.

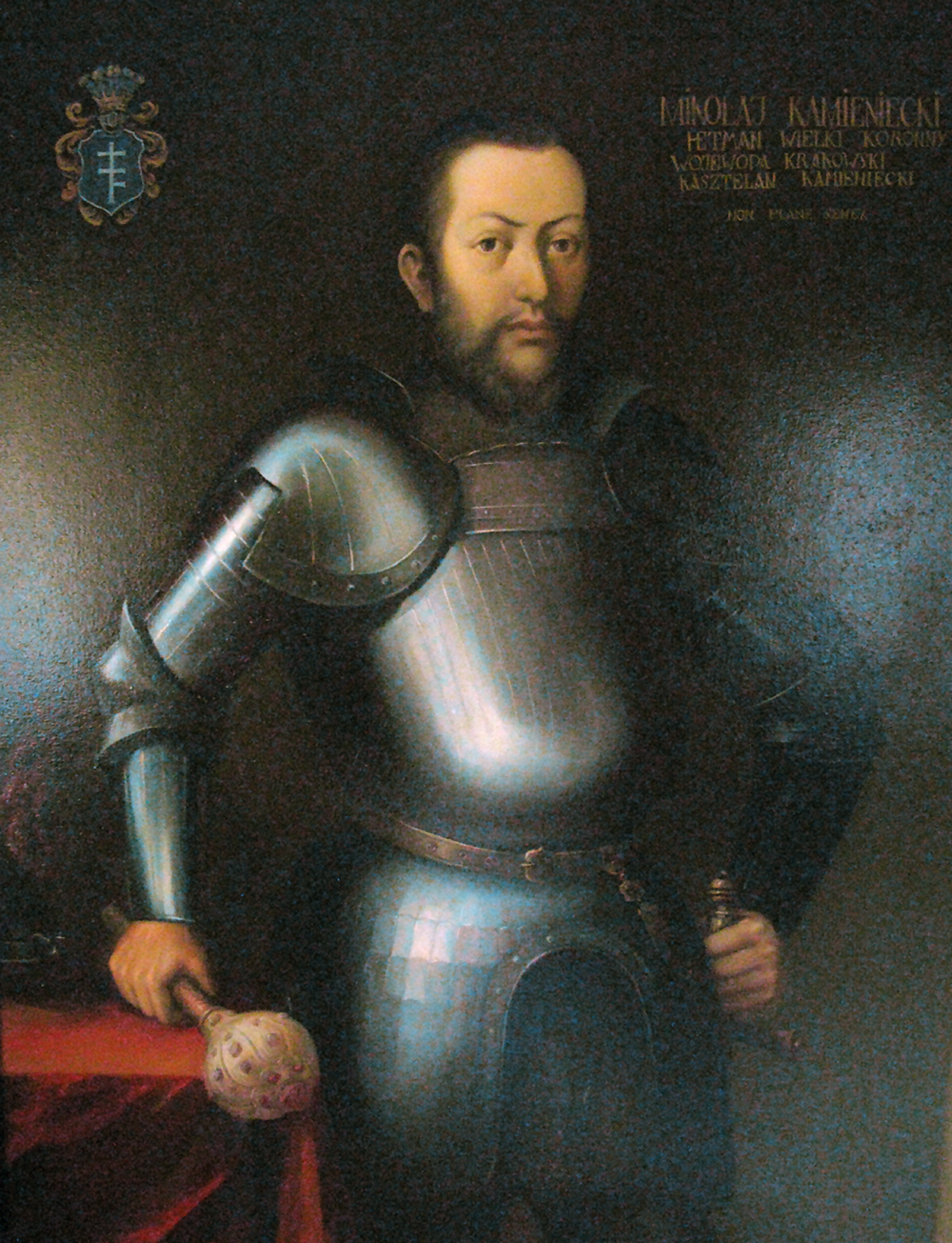
Mikołaj Kamieniecki, erster Großhetman der polnischen Krone

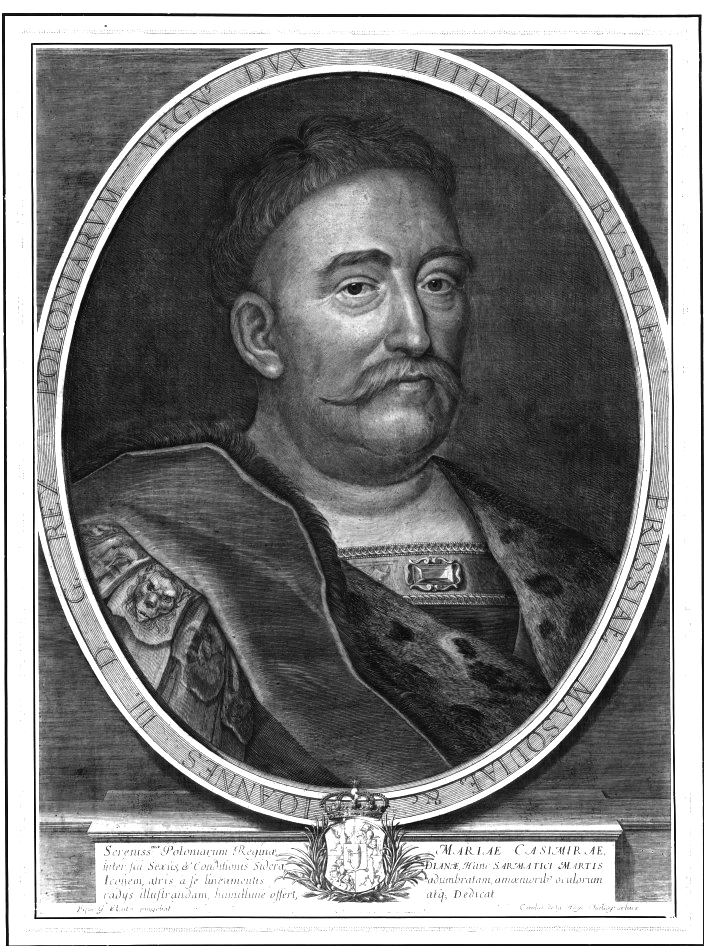
Johann III. Sobieski

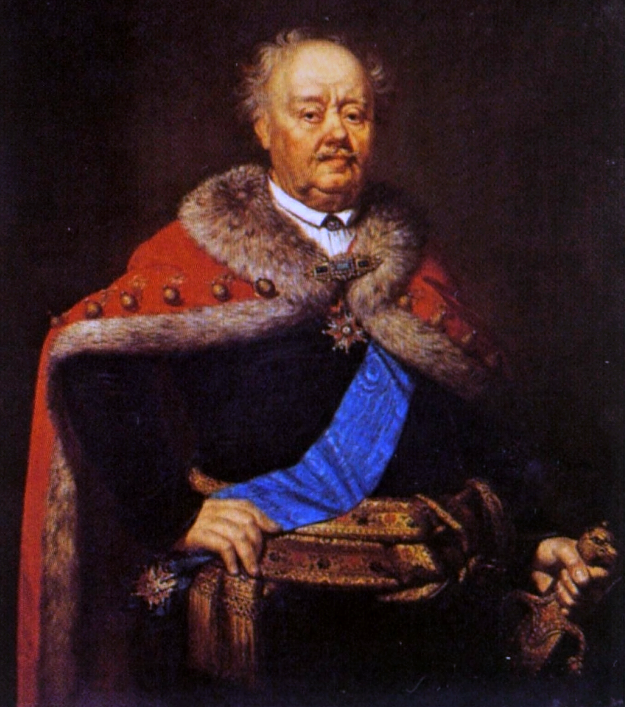
Franciszek Ksawery Branicki

| Liste der Großhetmane der polnischen Krone | Liste der Großhetmane der polnischen Krone | Liste der Großhetmane der polnischen Krone |
| Ernennung                                  | Abdankung Tod                              | Name |
| ------------------------------------------ | ------------------------------------------ | --- |
| 1503                                       | 1515                                       | Mikołaj Kamieniecki – führte das Amt bis zu seinem Tode aus |
| 1515                                       | 1526                                       | Mikołaj Firlej – führte das Amt bis zu seinem Tode aus |
| 1526                                       | 1527                                       | vakant |
| 1527                                       | 1559                                       | Jan Amor Tarnowski – trat 1559 von seinem Amt zurück und starb 2 Jahre später                                                                                            |
| 1561                                       | 1569                                       | Mikołaj Sieniawski – führte das Amt bis zu seinem Tode aus |
| 1569                                       | 1575                                       | Jerzy Jazłowiecki – war offiziell nur Hetman der Krone, führte die Pflichten des Großhetmans ohne Ernennung aus                                                          |
| 1575                                       | 1578 oder 1579                             | vakant |
| 1578 oder 1579                             | 1580                                       | Mikołaj Mielecki, trat von seinem Amt wegen einer Meinungsverschiedenheit mit dem polnischen König Stephan Báthory und dem Reichskanzler Jan Zamoyski zurück, starb 1585 |
| 1580                                       | 1581                                       | vakant |
| 1581                                       | 1605                                       | Jan Zamoyski, er war der erste Großhetman der auf Lebenszeit zum Obersten Heerführer ernannt wurde, war gleichzeitig Reichskanzler.                                      |
| 1605                                       | 1618                                       | vakant |
| 1618                                       | 1620                                       | Stanisław Żółkiewski, Ernennung am 6. Februar 1618, am 6. März 1618 Ernennung zum Reichskanzler. Er starb am 6. Oktober 1620 in Cecora.                                  |
| 1620                                       | 1632                                       | vakant |
| 1632                                       | 1646                                       | Stanisław Koniecpolski |
| 1646                                       | 1651                                       | Mikołaj Potocki |
| 1651                                       | 1654                                       | vakant |
| 1654                                       | 1667                                       | Stanisław „Rewera“ Potocki |
| 1668                                       | 1676                                       | Johann III. Sobieski |
| 1676                                       | 1682                                       | Dymitr Jerzy Wiśniowiecki, 1668 Ernennung zu Hetman der polnischen Krone                                                                                                 |
| 1682                                       | 1683                                       | vakant |
| 1683                                       | 1702                                       | Stanisław Jan Jabłonowski, 1676 Ernennung zu Hetman der polnischen Krone                                                                                                 |
| 1702                                       | 1702                                       | Feliks Kazimierz Potocki |
| 1702                                       | 1706                                       | Hieronim Augustyn Lubomirski |
| 1706                                       | 1726                                       | Adam Mikołaj Sieniawski, 1702 Ernennung zu Hetman der polnischen Krone                                                                                                   |
| 1726                                       | 1728                                       | Stanisław Mateusz Rzewuski, 1706 Ernennung zu Hetman der polnischen Krone                                                                                                |
| 1728                                       | 1735                                       | vakant |
| 1735                                       | 1751                                       | Józef Potocki |
| 1751                                       | 1752                                       | vakant |
| 1752                                       | 1771                                       | Jan Klemens Branicki |
| 1771                                       | 1773                                       | vakant |
| 1773                                       | 1773                                       | Wacław Rzewuski, kurz nach der Ernennung trat Rzewuski zurück, im Jahre 1778 wird er Kastellan der Stadt Krakau                                                          |
| 1774                                       | 1793                                       | Franciszek Ksawery Branicki, führte ab 1775 die Opposition gegen den König an, Mitbegründer der Konföderation von Targowica                                              |
| 1793                                       | 1794                                       | Piotr Ożarowski, wegen Hochverrats am 9. Mai 1794 gehängt |